# لبيد بن ربيعة
أبُوْ عَقِيْلٍ لَبِيْدُ بْنُ رَبِيْعَةٍ بْنُ مَالِكٍ العَامِرِي (توفي 41 هـ / 661م) صحابي وأحد الشعراء الفرسان الأشراف في الجاهلية، عمه ملاعب الأسنة وأبوه ربيعة بن مالك والمكنى ب«ربيعة المقترين» لكرمه. من أهل عالية نجد، مدح بعض ملوك الغساسنة مثل: عمرو بن جبلة وجبلة بن الحارث. أدرك الإسلام، ووفد على النبي محمد مسلما، ولذا يعد من الصحابة، وترك الشعر فلم يقل في الإسلام إلا بيتًا واحدًا. قال صاحب الأغاني "ونزل الكوفة أيام عمر بن الخطاب -رضي الله تعالى عنه- فأقام بها، ومات هناك في آخر أيام معاوية بن سفيان، فكان عمره مائة وخمسًا وأربعين سنة، منها تسعون في الجاهلية وبقيتها في الإسلام"، وهو أحد أصحاب المعلقات.و شعر لبيد مثال للفخامة والقوة والمتانة والبداوة فتراه فخم العبارة قوي اللفظ قليل الحشو مزدانا بالحكمة العالية والموعظة الحسنة

## في الجاهلية
وفد أبو براء ملاعب الأسنة -وهو عامر بن مالك بن جعفر بن كلاب- وإخوته طفيل ومعاوية وعبيدة، ومعهم لبيد بن ربيعة بن مالك بن جعفر، وهو غلام، على النعمان بن المنذر، فوجدوا عنده الربيع بن زياد العبسي، وكان الربيع ينادم النعمان مع تاجر من أهل الشام، يقال له: سرجون بن نوفل، -وكان حريفاً للنعمان- يعني سرجون- يبايعه، وكان أديباً حسن الحديث والمنادمة، فاستخفه النعمان، وكان إذا أراد أن يخلو على شرابه بعث إليه وإلى النطاسي- متطبب كان له- وإلى الربيع بن زياد، وكان يدعى الكامل. فلما قدم الجعفريون كانوا يحضرون النعمان لحاجتهم، فإذا خلا الربيع بالنعمان طعن فيهم، وذكر معايبهم، ففعل ذلك بهم مراراً، وكانت بنو جعفر له أعداء، فصده عنهم، فدخلوا عليه يوماً فرؤوا منه تغيراً وجفاء، وقد كان يكرمهم قبل ذلك ويقرب مجلسهم، فخرجوا من عنده غضاباً، ولبيد في رحالهم يحفظ أمتعتهم، ويغدو بإبلهم كل صباح، فيرعاها، فإذا أمسى انصرف بإبلهم، فأتاهم ذات ليلة فألفاهم يتذاكرون أمر الربيع، وما يلقون منه؛ فسالهم فكتموه، فقال لهم: والله لا أحفظ لكم متاعاً، ولا أسرح لكم بعيراً أو تخبروني.
وكانت أم لبيد امرأة من بني عبس، وكانت يتيمة في حجر الربيع، فقالوا: خالك قد غلبنا على الملك، وصد عنا وجهه، فقال لهم لبيد: هل تقدرون على أن تجمعوا بينه وبيني فأزجره عنكم بقول ممض، ثم لا يلتف النعمان إليه بعده أبداً. فقالوا: وهل عندك من ذلك شيء? قال: نعم، قالوا: فإنا نبلوك بشتم هذه البقلة - لبقلة قدامهم دقيقة القضبان قليلة الورق لاصقة فروعها بالأرض، تدعى التربة - فقال: هذه التربة التي لا تذكى ناراً، ولا تؤهل داراً، ولا تسر جاراً، عودها ضئيل، وفرعها كليل، وخيرها قليل، بلدها شاسع، ونبتها خاشع، وآكلها جائع، والمقيم عليها ضائع، أقصر البقول فرعاً، وأخبثها مرعى، وأشدها قلعاً، فتعساً لها وجدعاً، القوا بي أخا بني عبس، أرجعه عنكم بتعس ونكس، وأتركه من أمره في لبس. فقالوا: نصبح فنرى فيك رأينا. فقال لهم عامر: انظروا غلامكم؛ فإن رأيتموه نائماً فليس أمره بشيء، وإنما يتكلم بما جاء على لسانه، ويهذي بما يهجس في خاطره، وإذا رأيتموه ساهراً فهو صاحبكم. فرمقوه بأبصارهم، فوجدوه قد ركب رحلاً، فهو يكدم بأوسطه حتى أصبح.
فلما أصبحوا قالوا: أنت والله صاحبنا، فحلقوا رأسه، وتركوا ذؤابتين، وألبسوه حلة، ثم غدوا به معهم على النعمان، فوجدوه يتغذى ومعه الربيع وهما يأكلان، ليس معه غيره، والدار والمجالس مملوءة من الوفود. فلما فرغ من الغداء أذن للجعفريين فدخلوا عليه، وقد كان تقارب أمرهم، فذكروا للنعمان الذي قدموا له من حاجتهم، فاعترض الربيع في كلامهم، فقام لبيد يرتجز، ويقول:
فلما فرغ من إنشاده التفت النعمان إلى الربيع شزراً يرمقه، فقال: أكذا أنت? قال: لا، والله، لقد كذب علي ابن الحمق اللئيم. فقال النعمان: أف لهذا الغلام، لقد خبث علي طعامي. فقال: أبيت اللعن، أما إني قد فعلت بأمه. فقال لبيد: أنت لهذا الكلام أهل، وهي من نساء غير فعل، وأنت المرء فعل هذا بيتيمة في حجره. فأمر النعمان ببني جعفر فأخرجوا. وقام الربيع فانصرف إلى منزله، فبعث إليه النعمان بضعف ما كان يحبوه به، وأمره بالانصراف إلى أهله. وكتب إليه الربيع: إني قد تخوفت أن يكون قد وقر في صدرك ما قاله لبيد، ولست برائم حتى تبعث من يجردني فيعلم من حضرك من الناس أني لست كما قال. فأرسل إليه: إنك لست صانعاً بانتفائك مما قال لبيد شيئاً، ولا قادراً على ما زلت به الألسن، فالحق بأهلك.
ثم أرسل إلى النعمان بأبيات شعر قالها، وهي:
فأجابه النعمان بقوله:

## في الإسلام
استقر لبيد في الكوفة بعد إسلامه حيث وافته المنية قرابة بداية عهد معاوية (660 ميلادية) في سن 157 سنة كما يذكر ابن قتيبة أو 145 كما ورد في الأغاني، تسعون منها في الجاهلية وما تبقى في الإسلام. أرسل حاكم الكوفة يوماً في طلب لبيد وسأله أن يلقي بعضاً من شعره فقرأ لبيد (سورة البقرة) وقال عندما انتهى «منحني الله هذا عوض شعري بعد أن أصبحت مسلماً.» عندما سمع الخليفة عمر بذلك أضاف مبلغ 500 درهم إلى 2000 درهم التي كان يتقاضها لبيد. حين أصبح معاوية خليفة اقترح تخفيض راتب الشاعر، ذكره لبيد أنه لن يعيش طويلاً. تأثر معاوية ودفع مخصصه كاملاً، لكن لبيد توفي قبل أن يصل المبلغ الكوفة. كانت أم المؤمين عائشة رضي الله عنها تحفظ ما يزيد عن 1000 بيت من شعر لبيد رضي الله عنه.

## معلقته
كان لبيد إذا قال شعراً قال لنفسه: لا تظهره، ولكن عندما قال:
بدأ بإظهاره.
قالها لبيد للشاعر النابغة الذبياني عندما رأى عليه علامات الشاعرية فقال له: «يا غلام إن عينيك لعينا شاعر أنشدني»
فانشده أثنتين فقال له: زدني فأنشده المعلقة فقال له النابغة: أذهب فأنت أشعر العرب، وفي رواية أشعر هوازن.
وعلى ذلك لبيد نظم معلقته وأساسها الطلول ومنتصفها وصف الخمرة والمحبوبه وأخرها كان على الكرم والفخر، وهي:

## كتب ودراسات عنه
- شعر لبيد بن ربيعة بين جاهليته وإسلامه، زكريا عبد الرحمن صيام.

## وصلات خارجية
- بوابة الشعراء: ديوان لبيد بن ربيعة.
- أطلس المعلّقات.

## المرجع
1. ↑  بوَّابة الشُعراء (بالعربية والإنجليزية)، QID:Q106776388
2. 1 2 3  "Лебид-ибн-Рабия". Энциклопедический словарь Брокгауза и Ефрона. Том XVII, 1896 (بالروسية). XVII: 423. 1896. QID:Q24450894.
3. ↑  Charles Dudley Warner, ed. (1897), Library of the World's Best Literature (بالإنجليزية), QID:Q19098835
4. ↑  الاصفهاني،، ابو الفرج (1905). “كتاب” “ال”اغانى. مطبعة التقدم،. مؤرشف من الأصل في 2025-01-23.
5. ↑  "شعراء مخضرمون   >   غير مصنف  >  لبيد بن ربيعة العامري". مؤرشف من الأصل في 2019-12-14. اطلع عليه بتاريخ 2016-10-08.
6. ↑  "واحة المعلقات ::المجموعة الشعرية الكاملة مع الشروح". مؤرشف من الأصل في 2019-04-07. اطلع عليه بتاريخ 2016-10-08.
7. ↑  "ص107 - كتاب أشعار الشعراء الستة الجاهليين - لبيد بن ربيعة - المكتبة الشاملة". shamela.ws. مؤرشف من الأصل في 2024-02-01. اطلع عليه بتاريخ 2024-08-11.